# エドガー賞 処女長編賞
エドガー賞 処女長編賞（エドガーしょう しょじょちょうへんしょう、Edgar Award for Best First Novel）は、アメリカ探偵作家クラブが授与するエドガー賞の部門の1つ。優れた処女長編推理小説に与えられる。

## 各年の結果

### 1940年代・1950年代
1946年
- ジュリアス・ファスト 「夜の監視」

1947年
- ヘレン・ユースティス 『水平線の男』（1963年 東京創元社）

1948年
- フレドリック・ブラウン 『わが街、シカゴ』（1964年 早川書房）〈改題：『シカゴ・ブルース』 1971年 東京創元社〉

1949年
- ミルドレッド・B・デイヴィス "The Room Upstairs"
  - リチャード・エリントン "Shoot the Works"
  - ハーバート・ブリーン 『ワイルダー一家の失踪』（1953年 早川書房）

1950年
- アラン・グリーン 『ボディを見てから驚け!』（1961年 東京創元社）〈改題：『くたばれ健康法!』 1995年 東京創元社〉
  - バート・スパイサー 『ダークライト』（2016年 論創社）
  - ジェフリー・ホリデイ・ホール "The End is Known"
  - イヴリン・パイパー "The Innocent"
  - G・G・ロベル、N・D・ロベル "The Shadow and the Blot"
  - ウイリアム・クラスナー "Walk the Dark Streets"

1951年
- トマス・ウォルシュ 『マンハッタンの悪夢』（1959年 東京創元社）
  - サデュアス・オフィン "Happy Holiday!"
  - パトリシア・ハイスミス 『見知らぬ乗客』（1972年 角川書店）
  - トマス・スターリング 『ドアのない家』（1959年 早川書房）

1952年
- メリー・マクマレン "Strangle Hold"
  - リー・ヘリントン "Carry My Coffin Slowly"
  - サーストン・スコット "Cure it with Honey"
  - デイヴィッド・ウィリアム・メレディス "The Christmas Card Murders"
  - ロバート・B・シンクレア "The Eleventh Hour"

1953年
- ウィリアム・キャンベル・ゴールト "Don't Cry for Me"
  - ペギー・ベーコン "The Inward Eye"

1954年
- アイラ・レヴィン 『死の接吻』（1970年 早川書房）

1955年
- ジーン・ポッツ 『さらばいとしのローズ』（1979年 講談社）

1956年
- レイン・カウフマン 『完全主義者』（1959年 早川書房）
  - ハロルド・R・ダニエルズ "In His Blood"
  - フレッド・ルヴォン "Much Ado About Murder"

1957年
- ドナルド・M・ダグラス 『レベッカの誇り』（1979年 講談社）

1958年
- ウィリアム・ラウル・ウィークス "Knock and Wait a While"
  - ウォーレン・キャリア "Bay of the Damned"
  - ジェイムズ・クロス "Root of Evil"

1959年
- リチャード・M・スターン 『恐怖への明るい道』（1961年 早川書房）
  - フランシス・ダンコンベ "Death of a Spinster"
  - ハリー・オルズカー 『殺人をしてみますか?』（1959年 早川書房）
  - エドガー・J・ボール "The Man Who Disappeared"

### 1960年代
1960年
- ヘンリー・スレッサー 『グレイ・フラノの屍衣』（1960年 早川書房）

-   - メアリー・O・ランク "A Dream of Falling"

1961年
- ジョン・ホルブルック・ヴァンス 『檻の中の人間』（1962年 早川書房）
  - デル・シャノン "Case Pending"
  - デイヴィッド・マッカーシー "The Killing at Big Tree"
  - ウィリアム・ジョンストン "The Marriage Cage"
  - ドナルド・E・ウェストレイク 『やとわれた男』（1963年 早川書房）

1962年
- スーザン・ブランク 『緑の死』（1963年 早川書房）
  - オリビア・ドワイト "Close His Eyes"
  - マルコム・ブレイリー "Felony Tank"
  - ブレニ・ジェームズ "Night of the Kill"
  - ウィンフレッド・ヴァン・アタ 『残虐療法』
  - アレックス・ゴードン 『アラベスク』（1966年 早川書房）

1963年
- ロバート・L・フィッシュ 『亡命者』（1963年 早川書房）
  - ダニエル・ブラウン "Counterweight"
  - リチャード・アネーキス 「追跡」（ダーティ・メリー/クレイジー・ラリーとして映画化）

1964年
- コーネリアス・ハーシュバーグ 『殺しはフィレンツェ仕上げで』（1976年 講談社）
  - H・ファギアス "The Fifth Woman"
  - ジェームズ・M・アルマン "The Neon Haystack"
  - フンラシス・リケット "The Prowler"

1965年
- ハリイ・ケメルマン 『金曜日ラビは寝坊した』（1972年 早川書房）
  - アマンダ・クロス 『精神分析殺人事件』（1996年 三省堂）
  - ルービン・ウィーバー "The Gravemaker's House"

1966年
- ジョン・ボール 『夜の熱気の中で』（1967年 早川書房）
  - アレクサンドラ・ルーディブッシュ "Before the Ball Was Over"
  - ジャック・D・ハンター "The Expendable Spy"
  - ヴィンセント・マコーナー "The French Doll"

1967年
- ロス・トーマス 『冷戦交換ゲーム』（1968年 早川書房）
  - ロバート・エレガント "A Kind of Treason"
  - バッブス・H・ディール "Fancy's Knell"
  - ジョージ・ラニング "The Pedestal"

1968年
- マイクル・コリンズ 『恐怖の掟』（1969年 早川書房）
  - ジェームズ・ドーソン "Hell Gate"
  - P・E・H・ダーストン "Mortissimo"
  - ジョン・レッドゲイト "The Killing Season"
  - チャールズ・アーリー "The Tigers Are Hungry"

1969年
- ドロシイ・ユーナック 『おとり』（1970年 早川書房）
- E・R・ジョンソン 『シルヴァー・ストリート』（1978年 早川書房）
  - ローレンス・カマルク "The Dinosaur"

### 1970年代
1970年
- ジョー・ゴアズ 『野獣の血』（1985年 角川書店）
  - マイリック・ランド 『砂の墓標』（1971年 角川書店）
  - ネイオミ・A・ヒンツェ 『きみはぼくの母が好きになるだろう』（1971年 早川書房）

1971年
- ローレンス・サンダーズ 『盗聴』（1970年 早川書房）
  - J・E・ブラウン "Incident at 125th Street"
  - スタンリイ・コーエン "Taking Gary Feldman"
  - トニイ・ヒラーマン 『祟り』（1971年 角川書店）
  - シドニィ・シェルダン 『顔』（1984年 角川書店）

1972年
- A・H・Z・カー 『妖術師の島』（1973年 早川書房）
  - マイクル・Z・リューイン 『A型の女』（1991年 早川書房）
  - マーティン・クルーズ・スミス 『琥珀色のジプシー』（1985年 早川書房）
  - ビル・プロンジーニ "The Stalker"
  - ヒルデガード・ドルスン "To Spite Her Face"

1973年
- R・H・シャイマー 『密殺の氷海』（1985年 角川書店）
  - アーサー・ゴールドスタイン "A Person Shouldn't Die Like That"
  - フランク・レナード "Box 100"
  - ウィリアム・H・ハラハン "The Dead of Winter"
  - トマス・A・ロバーツ "The Heart of the Dog"

1974年
- ポール・アードマン 『十億ドルの賭け』（1975年 TBS出版会）
  - クラレンス・ジャクスン "Kicked to Death by a Camel"
  - マイケル・ウルフ "Man on a String"
  - ジャスティン・スコット "Many Happy Returns"
  - チャールズ・ラーソン "Someone's Death"

1975年
- グレゴリー・マクドナルド 『フレッチ / 殺人方程式』(1977年 角川書店）
  - ブラウン・メッグス 『サタデー・ゲーム』（1977年 早川書房）
  - ニコラス・メイヤー "Target Practice"
  - ヴァーン・E・スミス "The Jones Man"
  - ドミニク・コスキ、ヴァージル・スコット "The Kreutzman Formula"

1976年
- レックス・バーンズ 『白の捜査線』（1982年 角川書店）
  - トマス・クロップ "Harmattan"
  - リン・メイヤー 『ペーパーバック・スリラー』（1977年 早川書房）
  - A・J・ラッセル 『百万ドルの掠奪者』（1982年 早川書房）
  - マックス・クロフォード "Waltz Across Texas"

1977年
- ジェイムズ・パタースン 『ナッシュビルの殺し屋』（1980年 早川書房）
  - マリー・R・レノ "Final Proof"
  - スティーヴ・ニックマイヤー 『殺し屋はサルトルがお好き』（1976年 ごま書房）〈改題：『ストレート』1987年 東京創元社〉
  - ジャニス・ロウ "The Big Pay-Off"
  - アラン・ファースト "Your Day in the Barrel"

1978年
- ロバート・ロス "A French Finish"
  - チャールズ・A・グッドラム "Dewey Decimated"
  - ボブ・ランドル "The Fan"

1979年
- ウィリアム・L・デアンドリア 『視聴率の殺人』（1980年 早川書房）
  - クレイグ・ジョーンズ "Blood Secrets"
  - ウィリアム・ヒョーツバーグ 『堕ちる天使』（1981年 早川書房）
  - ドナルド・A・スタンウッド 『エヴァ・ライカーの記憶』（1979年 文藝春秋）
  - トマス・L・ダン 『狂った致死率』（1982年 早川書房）

### 1980年代
1980年
- リチャード・ノース・パタースン 『ラスコの死角』（1981年 早川書房）
  - ジョン・ログ "Follow the Leader"
  - ピーター・ヒース・ファイン "Night Trains"

1981年
- ケイ・ノルティ・スミス 『第三の眼』（1983年 早川書房）
  - デイヴィッド・カーキート 『こどもの国の殺人者』（1982年 新潮社）
  - スーザン・ジャフィー 『もう一人のアン』（1987年 早川書房）
  - オリヴァー・バンクス "The Rembrandt Panel"
  - ベッツィ・アズワルド "Winds of the Old Days"

1982年
- スチュアート・ウッズ 『警察署長』（1984年 早川書房）
  - ヴァーノン・トム・ハイマン "Giant Killer"
  - アンソニー・オルコット "Murder at the Red October"
  - アーネスト・ラーセン "Not A Through Street"
  - ジェフリー・ミラー "The Black Glove"

1983年
- トマス・ペリー 『逃げる殺し屋』（1984年 文藝春秋）
  - S・F・X・ディーン 『愛と悲しみの探偵』（1988年 早川書房）
  - ジョン・カッツェンバック 『真夏の処刑人』（1983年 早川書房）
  - アーネスト・サヴェージ "Two If By Sea"
  - リチャード・ヒューズ "Unholy Communion"

1984年
- ウィル・ハリス 『殺人詩篇』（1985年 早川書房）
  - アンドリュー・テイラー 『あぶない暗号』（1984年 早川書房）
  - キャロリン・ウィート "Dead Man's Thoughts"
  - マーク・ショア 『俺はレッド・ダイアモンド』（1985年 早川書房）
  - ハーバート・レズニコウ 『ゴールド1―密室』（1987年 東京創元社）

1985年
- リチャード・ローゼン 『ストライク・スリーで殺される』（1987年 早川書房）
  - ジャック・アーリー 『芸術的な死体』（1987年 扶桑社）
  - ダグ・ホーニッグ 『ファウル・ショット』（1986年 扶桑社）
  - アリソン・スミス 『他人の墓』（1986年 扶桑社）
  - オレイニア・パパゾグロウ 『ロマンス作家は危険』（1986年 早川書房）

1986年
- ジョナサン・ケラーマン 『大きな枝が折れる時』（1986年 扶桑社）
  - ディック・ロクティ 『眠れる犬』（1987年 扶桑社）
  - ダニエル・スタシャワー 『ロンドンの超能力男』（1989年 扶桑社）
  - トニー・フェンリー 『おかしな奴が多すぎる』（1988年 扶桑社）

1987年
- ラリー・バインハート 『ただでは乗れない』（1987年 早川書房）
  - マイク・ルピカ 『スキャンダラス・レディ』（1988年 二見書房）
  - ジョゼフ・ケーニグ 『死者の眠る沼』（1987年 二見書房）
  - ゲイリー・デヴォン 『ロスト―恐怖の追跡』（1988年 扶桑社）
  - リチャード・ハイヤー 『サイゴン・カフェの爆風』（1988年 二見書房）

1988年
- デイドラ・S・ライケン 『冷たい眼が見ている』（1989年 早川書房）
  - パーネル・ホール 『探偵になりたい』（1989年 早川書房）
  - ジョン・ランティガ 『熱い稲妻』（1990年 早川書房）
  - ダラス・マーフィー 『残されたネガフィルム』（1988年 新潮社）
  - ドメニック・スタンズベリー 『九回裏の栄光』（1990年 早川書房）

1989年
- デヴィッド・スタウト 『カロライナの殺人者』（1990年 早川書房）
  - エリザベス・ジョージ 『そしてボビーは死んだ』（1991年 新潮社）〈改題『大いなる救い』1998年 早川書房〉
  - シェリー・ルーベン "Julian Solo"
  - メアリ・ルー・ベネット 『過ぎし日の殺人』（1990年 早川書房）
  - J・マディスン・デイヴィス 『鷲たちの黄昏』（1991年 早川書房）

### 1990年代
1990年
- スーザン・ウルフ 『相棒は女刑事』（1992年 早川書房）
  - ブルース・ツィマーマン 『霧に濡れた橋』（1993年 早川書房）
  - バリー・バーグ 『追われる二人』（1992年 早川書房）
  - メロディ・ジョンソン・ハウ "The Mother Shadow"
  - スーザン・T・シェハック 『屋根裏のコイン』（1997年 勉誠社）

1991年
- パトリシア・コーンウェル 『検屍官』（1992年 講談社）
  - ゲイリー・アモ "Come Nightfall"
  - ウォルター・モズリイ 『ブルー・ドレスの女』（1993年 早川書房）
  - エドナ・ブキャナン 『永遠には生きられない』（1992年 早川書房）
  - W・エドワード・ブレイン 『寄宿舎の連続殺人』（1993年 早川書房）

1992年
- ピーター・ブローナー 『欲望の街』（1992年 扶桑社）
  - ドン・ウィンズロウ 『ストリート・キッズ』（1993年 東京創元社）
  - マーシー・ハイディッシュ 『デッドライン』（1993年 早川書房）
  - テレンス・ファハティ 『折られた翼』（1993年 早川書房）
  - メアリー・ウィリス・ウォーカー 『凍りつく骨』（1993年 講談社）

1993年
- マイクル・コナリー 『ナイトホークス』（1992年 扶桑社）
  - クレイグ・スミス 『レディ・スティンガー』（1994年 早川書房）
  - クリスティン・アンドレア 『動機』（1996年 講談社）
  - ジェイン・スタントン・ヒッチコック 『目は嘘をつく』（1994年 早川書房）

1994年
- ローリー・R・キング 『捜査官ケイト』（1994年 集英社）
  - ダリアン・ノース 『黒い未亡人』（1995年 文藝春秋）
  - マヌエル・ラモス "The Ballad of Rocky Ruiz"
  - マーク・フロスト 『リスト・オブ・セヴン』（1995年 扶桑社）
  - デーヴィッド・ローゼンバウム 『ツァディク 異能の者』（1996年 福武書店）

1995年
- ジョージ・ドーズ・グリーン 『ケイヴマン』（1995年 早川書房）
  - ダグ・J・スワンソン 『ビッグ・タウン』（1996年 早川書房）
  - キャロル・オコンネル 『マロリーの神託』（1994年 竹書房）〈改題『氷の天使』2001年 東京創元社〉
  - ジャネット・イヴァノヴィッチ 『私が愛したリボルバー』（1996年 扶桑社）
  - バーバラ・パーカー 『疑惑』（1996年 講談社）

1996年
- デイヴィッド・ハウスライト 『ツイン・シティに死す』（1996年 早川書房）
  - デイヴィッド・J・ウォーカー "Fixed in His Folly"
  - マーサ・C・ロレンス 『蠍座の殺人』（1998年 早川書房）
  - アラン・ペドラザス 『ハリーの探偵日記』（1997年 早川書房）
  - ケヴィン・オールマン 『気弱な芸能記者』（1999年 早川書房）

1997年
- ジョン・モーガン・ウィルスン 『夜の片隅で』（1997年 早川書房）
  - マイケル・ホワイト 『兄弟の血』（1997年 文藝春秋）
  - チャールズ・トッド 『出口なき荒野』（1999年 扶桑社）
  - マーガレット・モズリイ 『ほんの小さな殺人』（1999年 早川書房）
  - シャロン・ケイ・ペンマン "The Queen's Man"

1998年
- ジョゼフ・キャノン 『ロス・アラモス 運命の閃光』（1998年 早川書房）
  - K・j・a・ウィシュニア 『23段階の闇』（1999年 早川書房）
  - スザンヌ・バーン 『指先にふれた罪』（2001年 DHC）
  - フィリップ・リード 『逃げるが勝ち』（1999年 早川書房）
  - リサ・シー 『紅（くれない)の華網(はなあみ)』（1998年 角川書店）

1999年
- スティーヴ・ハミルトン 『氷の闇を越えて』（2000年 早川書房）
  - D・R・シャンカー 『十歳の囚人』（2000年 角川書店）
  - ジェン・サックス 『ナイス・レディ』（2000年 早川書房）
  - クリストファー・ライク 『匿名口座』（1998年 講談社）
  - アイラ・ゲンバーグ 『終身刑』（2001年 講談社）

### 2000年代
2000年
- エリオット・パティスン 『頭蓋骨のマントラ』（2001年 早川書房）
  - デイヴ・バリー 『ビッグ・トラブル』（2001年 新潮社）
  - アーサー・W・バール "Certifiably Insane"
  - ボストン・テラン 『神は銃弾』（2001年 文藝春秋）
  - ポーラ・L・ウッズ 『エンジェル・シティ・ブルース』（2003年 早川書房）

2001年
- デイヴィッド・リス 『紙の迷宮』（2001年 早川書房）
  - マーシャ・シンプスン 『裏切りの色』（2001年 早川書房）
  - ジョー・シャーロン 『上海の紅い死』（2001年 早川書房）
  - ピーター・ムーア・スミス 『もつれ』（2004年 東京創元社）
  - スコット・フィリップス 『氷の収穫』（2001年 早川書房）

2002年
- デイヴィッド・エリス 『覗く。』（2003年 講談社）
  - ヴィクター・ギシュラー 『拳銃猿』（2003年 早川書房）
  - C・J・ボックス 『沈黙の森』（2004年 講談社）
  - ガブリエル・コーエン 『贖いの地』（2003年 新潮社）
  - デニーズ・ハミルトン 『ジャスミン・トレード』（2003年 早川書房）

2003年
- ジョナサン・キング 『真夜中の青い彼方』（2006年 文藝春秋）
  - ベン・レーダー 『馬鹿★テキサス』（2004年 早川書房）
  - カム・マージ 『ジェットスター緊急飛行』（2002年 ヴィレッジブックス）
  - デイヴィッド・ローゼンフェルト 『弁護士は奇策で勝負する』（2004年 文藝春秋）
  - スティーヴン・J・クラーク "Southern Latitudes"

2004年
- レベッカ・パウェル 『青と赤の死』（2004年 早川書房）
  - マーサ・コンウェイ 『快楽通り12番地』（2005年 早川書房）
  - ジェイムズ・ハイム 『ロデオ・ダンス・ナイト』（2005年 早川書房）
  - ロバート・ハイルブラン 『死刑劇場』（2005年 早川書房）
  - オレン・スタインハウアー 『嘆きの橋』（2005年 文藝春秋）

2005年
- ドン・リー 『出生地』（2006年 早川書房）
  - ボブ・モリス 『震える熱帯』（2006年 講談社）
  - リーアム・キャラナン 『漂流爆弾』（2006年 早川書房）
  - リチャード・エイリアス 『愛しき女は死せり』（2006年 早川書房）
  - チャールズ・ベノー 『レッド・ダイヤモンド・チェイス』（2006年 早川書房）
  - マイクル・コリータ 『さよならを告げた夜』（2006年 早川書房）

2006年
- テリーザ・シュヴィーゲル 『オフィサー・ダウン』（2006年 早川書房）
  - ミーガン・アボット 『さよならを言うことは』（2007年 早川書房）
  - アリソン・ゲイリン 『ミラー・アイズ』（2007年 講談社）
  - ブライアン・フリーマン 『インモラル』（2007年 早川書房）
  - スコット・フロスト 『警部補デリーロ』（2009年 集英社）

2007年
- アレックス・ベレンスン 『フェイスフル・スパイ Faithful Spy』（2007年 小学館）
  - コーネリア・リード "A Field of Darkness"
  - スティーヴ・ホッケンスミス 『荒野のホームズ』（2008年 早川書房）
  - ジョン・ハート 『キングの死』（2006年 早川書房）
  - ギリアン・フリン 『Kizu―傷』（2007年 早川書房）

2008年
- タナ・フレンチ 『悪意の森』（2009年 集英社）
  - クレイグ・マクドナルド "Head Games"
  - ゴードン・キャンベル "Missing Witness"
  - デレク・ニキータス 『弔いの炎』（2009年 早川書房）
  - クリストファー・ゴファード "Snitch Jacket"

2009年
- フランシー・リン 『台北（タイペイ）の夜』（2010年 早川書房）
  - ジャスティン・ピーコック "A Cure for Night"
  - チャーリー・ニュートン "Calumet City"
  - デイヴィッド・フラー "Sweetsmoke"
  - トム・エパーソン "The Kind One"

### 2010年代
2010年
- ステファニー・ピントフ 『邪悪』（2011年 早川書房）
  - ソフィー・リトルフィールド 『謝ったって許さない』（2010年 早川書房）
  - アッティカ・ロック 『黒き水のうねり』（2011年 早川書房）
  - ブライアン・グルーリー 『湖は餓えて煙る』（2010年 早川書房）
  - デイヴィッド・クリストファーノ "The Girl She Used to Be"
  - ヘザー・ガッデンカウフ "The Weight of Silence"

2011年
- ブルース・ダシルヴァ 『記者魂』（2011年 早川書房）
  - ニック・ピゾラット 『逃亡のガルヴェストン』（2011年 早川書房）
  - ジェイムズ・トンプソン 『極夜 カーモス』（2013年 集英社文庫）
  - ポール・ドイロン 『森へ消えた男』（2010年 早川書房）
  - デイヴィッド・ゴードン 『二流小説家』（2011年 早川書房）

2012年
- ローリー・ロイ 『ベント・ロード』（2014年 集英社）
  - レナード・ローゼン 『捜査官ポアンカレ-叫びのカオス-』（2013年 早川書房）
  - デイヴィッド・ダフィ 『KGBから来た男』（2013年 早川書房）
  - スティーヴ・ウルフェルダー "Purgatory Chasm"
  - エドワード・コンロン 『赤と赤』（2013年 早川書房）

2013年
- クリス・パヴォーネ 『ルクセンブルクの迷路』（2013年 早川書房）
  - マイクル・シアーズ 『ブラック・フライデー』（2014年 早川書房）
  - ダニエル・フリードマン 『もう年はとれない』（2014年 東京創元社）
  - スーザン・イーリア・マクニール 『チャーチル閣下の秘書』（2013年 東京創元社）
  - キム・フェイ "The Map of Lost Memories"

2014年
- ジェイソン・マシューズ 『レッド・スパロー』（2013年 早川書房）
  - ロジャー・ホッブス 『ゴーストマン 時限紙幣』（2014年 文藝春秋）
  - ベッキー・マスターマン 『消えゆくものへの怒り』（2012年 早川書房）
  - キンバリー・マクライト "Reconstructing Amelia"
  - マシュー・グイン 『解剖迷宮』（2015年 早川書房）

2015年
- トム・ボウマン 『ドライ・ボーンズ』（2016年 早川書房）
  - ジュリア・ダール 『インヴィジブル・シティ』（2017年 早川書房）
  - アレン・エスケンス 『償いの雪が降る』（2018年 東京創元社）
  - C・B・マッケンジー 『バッド・カントリー』（2016年 早川書房）
  - アダム・スターンバーグ 『Mr.スペードマン』（2014年 早川書房）
  - アシュリー・ウィーバー 『奥方は名探偵』（2016年 早川書房）

2016年
- ヴィエト・タン・ウェン 『シンパサイザー』（2017年 早川書房）
  - グレン・エリック・ハミルトン 『眠る狼』（2017年 早川書房）
  - デイヴィッド・ジョイ "Where All Light Tends to Go"
  - ジェシカ・ノール 『幸運なんてわたしはいらない』（2018年 TAC出版）
  - レベッカ・シェルム "Unbecoming"

2017年
- フリン・ベリー 『レイチェルが死んでから』（2018年 早川書房）
  - ビル・ビバリー 『東の果て、夜へ』（2017年 早川書房）
  - ジョー・イデ 『IQ』（2018年 早川書房）
  - ニコラス・ペトリ 『帰郷戦線―爆走―』（2018年 早川書房）
  - リリー・ライト 『虎の宴』（2018年 早川書房）
  - ヘザー・ヤング 『エヴァンズ家の娘』（2018年 早川書房）

2018年
- ジョーダン・ハーパー 『拳銃使いの娘』（2019年 早川書房）
  - ウィニー・M・リー "Dark Chapter"
  - メリッサ・スクリヴナー・ラブ "Lola"
  - デボラ・E・ケネディ "Tornado Weather"
  - エミリー・ラスコヴィッチ 『アイダホ』（2022年 白水社）

2019年
- ジェイムズ・Ａ・マクラフリン 『熊の皮』（2019年 早川書房）
  - ブラッドリー・ハーパー 『探偵コナン・ドイル』（2020年 早川書房）
  - デブラ・ジョー・イマーグット "The Captives"
  - ノヴァ・ジェイコブス 『博士を殺した数式』（2020年 早川書房）
  - ディーリア・オーエンズ 『ザリガニの鳴くところ』（2020年 早川書房）

### 2020年代
2020年
- アンジー・キム 『ミラクル・クリーク』（2020年 早川書房）
  - サマンサ・ダウニング 『殺人記念日』（2021年 早川書房）
  - ジョン・マクマホン 『刑事失格』（2021年 早川書房）
  - ラーラ・プレスコット 『あの本は読まれているか』（2020年 東京創元社）
  - ジョン・ヴァーチャー 『白が5なら、黒は3』（2021年 早川書房）
  - ローレン・ウィルキンソン 『アメリカン・スパイ』（2021年 早川書房）

2021年
- ケイトリン・マレン 『塩の湿地に消えゆく前に』（2022年 早川書房）
  - ネヴ・マーチ 『ボンベイのシャーロック』（2022年 早川書房）
  - エリザベス・トーマス "Catherine House"
  - デイヴィッド・ヘスカ・ワンブリ・ワイデン 『喪失の冬を刻む』（2022年 早川書房）
  - ステファニー・ローベル "Darling Rose Gold"

2022年
- エリン・フラナガン 『鹿狩りの季節』（2023年 早川書房）
  - ヴェラ・クリアン"Never Saw Me Coming"
  - ファビアン・ニシーザ 『郊外の探偵たち』（2023年 早川書房）
  - ジョアン・トンプキンス 『内なる罪と光』（2024年 早川書房）
  - ケイトリン・ヴァーラー "The Damage"

2023年
- イーライ・クレイナー 『傷を抱えて闇を走れ』（2023年 早川書房）
  - エリン・E・アダムス "Jackal"
  - ラモーナ・エマーソン 『鑑識写真係リタとうるさい幽霊』（2024年 早川書房）
  - ケイティ・グティエレス 『死が三人を分かつまで』（2022年 U-NEXT）
  - グレース・D・リー "Portrait of a Thief"

2024年
- I・S・ベリー"The Peacock and the Sparrow"
  - エイミー・チュア"The Golden Gate"
  - ケン・ヤボロフスキー"Small Town Sins"
  - クリステン・レッシュ "The Last Russian Doll"
  - リトゥ・ムカルジー "Murder by Degrees"